# Испанско чудо
„Испанското икономическо чудо“ (на испански: Milagro económico español) е исторически феномен на рекорден ръст на испанската икономика, започнал през 1959 г. и продължил до 1973 г. Световната нефтена криза от 1973 г. поставя край на икономическия бум в Испания.

## История

### Предистория
Въпреки че по време на Втората световна война Испания не е воюваща страна, откритата поддръжка на страните от Оста довежда до период на следвоенна изолация, в частност, редица страни отзовават посланиците си, много страни, както западни, така и от комунистическия блок, се присъединяват към търговското ембарго. В отговор режимът на Франциско Франко прилага политика на автаркия. Възстановяването на икономиката става много бавно. Промишленото производство се връща на нивото от 1936 г. едва през 1955 г., селскостопанският сектор успява да възстанови своето ниво отпреди гражданската война по-късно, през 1959 г. Постепенното възстановяване на дипломатическите отношения със САЩ и техните съюзници през 1950-те години, което е било свързано с растящата, в условията на противостоене между Запада и Изтока, стратегическа важност на Испания, довежда до ръст на външната търговия и обема на чуждите инвестиции, а следователно и до намаляване икономическите трудности на Испания.

### Начало на „чудото“
„Икономическото чудо“ е инициирано от реформи, насърчавани от така наречените „технократи“, които, с одобрението на Франко, разработват и прилагат политика за развитие на испанската икономика под ръководството на Международния валутен фонд. Технократите стават за Испания нова класа политици, които заменят старата фалангистка гвардия. Изпълнението на стратегията, разработена от технократите, приема формата на планове за развитие и има голям успех: през 1960-те години Испания е втората най-бързо развиваща се страна в света, малко след Япония, превръщайки се в деветата по големина икономика в света. Благодарение на успешната политика на технократите Испания се присъединява към индустриализираните страни, оставяйки след себе си бедността и изостаналостта, характерни за страната след загубата на по-голямата част от нейната империя в началото на XIX век.
Въпреки това, движеният от правителството икономически растеж има много недостатъци, които стават очевидни по време на кризата от 70-те години на миналия век. Това не само причинява сериозни екологични щети, но довежда и до неравномерно развитие на регионите, оставяйки много от тях в бедност, като в крайна сметка създава проблеми, някои от които не се решават дори през 2000-те години.

### Индустриализация
За да ускори индустриализацията, испанското правителство инвестира в големи компании чрез Националния индустриален институт (Instituto Nacional de Industria) или непосредствено, какъвто е случаят със SEAT. Нараства промишленото производство в старите индустриални зони, такива като, в Страната на баските и северното крайбрежие – Ферол и Виго (металургия, корабостроене), в околностите на Барселона (автомобилостроене, машиностроене, текстил, нефтопреработвателна промишленост), Мадрид се превръща във важен промишлен и търговски район. Автомобилната промишленост става една от най-мощните „локомотиви“ на испанското чудо: от 1958 до 1972 г. производството на автомобили расте ежегодно средно с 21,7%. Ако през 1946 г. в Испания са произведени 72 000 леки коли, то през 1966 г. на пазара са пуснати 1 милион. Символ на развитието става автомобилът SEAT 600, версия на италианския FIAT 600, произвеждан от испанската компания SEAT. Общо в периода от 1957 до 1973 години са пуснати на пазара над 794 000 броя SEAT 600, и ако в началото на този период посоченият модел е бил първата кола за много семейства от испанската работническа класа, то в края му колата става първият „втори“ автомобил в много семейства.

## Край на чудото, забавяне на ръста
Петролната криза от 1973 г. слага край на този „чудесен“ ръст, и след това икономиката следва една по-леко възходяща траектория. След като се присъединява към Европейската икономическа общност през 1986 г. и след като прави пълно преустройство на индустрията си, Испания в икономически и социален план вече се намира в групата на промишлено развитите страни, като оставя далеч назад ситуацията на ендемична изостаналост, която се е наблюдавала до първата половина на XX век.